# Zona Rural Suroeste de Vitoria
La Zona Rural Suroeste de Vitoria (en euskera Gasteizeko Hego-mendebaldea toki Landatarra) es la denominación bajo la que se agrupan los concejos rurales pertenecientes al municipio de Vitoria que se encuentran al sur y suroeste de la ciudad.
La población de esta área engloba a 1.315 habitantes (2018).
Los 15 concejos que integran esta zona son los siguientes:
- Arechavaleta - 117 habitantes.
- Aríñez - 127 habitantes.
- Berrostegieta - 139 habitantes.
- Castillo - 66 habitantes.
- Esquíbel - 2 habitantes.
- Gardelegi - 78 habitantes.
- Gometxa - 49 habitantes.
- Lasarte - 200 habitantes.
- Lermanda - 20 habitantes.
- Margarita - 37 habitantes.
- Mendiola - 210 habitantes.
- Monasterioguren - 47 habitantes.
- Subijana de Álava - 47 habitantes.
- Zuazo de Vitoria - 135 habitantes.
- Zumelzu - 41 habitantes.[2]

Algunas de estas aldeas son parte de las aldeas viejas de Vitoria que quedaron adscritas a la villa ya en el siglo XIII, como es el caso de Castillo, Gardelegi, Mendiola o Lasarte.
Otras, las más, fueron cedidas definitivamente por el rey Alfonso XI a la villa durante el siglo XIV: Arechavaleta, Berrosteguieta, Gometxa, Lermanda, Monasterioguren, Subijana de Álava, Zuazo de Vitoria y Zumelzu.
Finalmente, están los pueblos que pertenecían a la Hermandad de Aríñez (Aríñez, Esquível y Margarita), que constituyó un municipio independiente hasta que este fue anexionado por Vitoria en 1923.
En esta zona se encuentra el polígono industrial de Júndiz.